# Mormonleden
Mormonleden, engelska: Mormon Trail, är en omkring 2 100 kilometer lång vagnsled västerut från Illinois till Utah som användes av mormoner under mitten av 1800-talet. Leden är idag del av det nationella systemet av leder under namnet Mormon Pioneer National Historic Trail.
Mormonleden börjar i Nauvoo, Illinois, vilket var den huvudsakliga bosättningen för medlemmar av Jesu kristi kyrka av sista dagars heliga mellan 1839 och 1846. Den går västerut genom dagens Iowa, Nebraska och Wyoming och slutar vid nuvarande Salt Lake City i Utah. Från Council Bluffs, Iowa till Fort Bridger, Wyoming har leden sin sträckning gemensam med två andra nybyggarleder västerut som användes vid samma tid, Oregonleden och Kalifornienleden. Tillsammans kallas de även emigrantleden, Emigrant Trail.
Leden började användas av mormonpionjärer 1846, då Brigham Young och hans följare tvingades lämna Nauvoo. De utsåg en ny plats för kyrkan i Great Basin-området och korsade Iowa västerut. På vägen fick vissa kyrkomedlemmar i uppdrag att bosätta sig vid leden och odla grödor för de emigranter som skulle följa senare. Under vintern 1846–47 övervintrade emigranterna i Iowa med omnejd och i det blivande Nebraskaterritoriet, där den största gruppen övervintrade i Winter Quarters, Nebraska. Våren 1847 reste Brigham Young längs leden för att etablera kyrkans bosättning vid Great Salt Lake, i vad som då var amerikanskockuperat territorium efter det mexikansk-amerikanska kriget och officiellt blev amerikanskt territorium i freden i Guadalupe Hidalgo 1848 och sedermera delstaten Utah.
Under de första åren av ledens existens var pionjärerna huvudsakligen tidigare invånare i Nauvoo som följde i Youngs spår till Utah. Med tiden kom emigranterna även att till stora delar bestå av konverterade mormoner från Brittiska öarna och kontinentala Europa.
Leden var i bruk under mer än 20 år, fram till att den transamerikanska järnvägen färdigställdes 1869, då resor västerut blev betydligt enklare och snabbare.